# Памятник Тарасу Шевченко (Львов)
Памятник Тарасу Шевченко — памятник украинскому поэту Тарасу Григорьевичу Шевченко на Проспекте Свободы в центре Львова. Работа скульпторов братьев В. и А. Сухорских, архитекторов Ю. Дыбы и Ю. Кромея.
Высота фигуры составляет 4,45 метра. Слева от фигуры поэта расположена бронзовая «Волна Национального Возрождения» — двенадцатиметровая стела с фигурными рельефами (1995 год), которые символически изображают историю Украины со времен Киевской Руси до начала XX в. на передней стороне и историю Украины XX в. - на обратной стороне.

## История создания
Первыми идею строительства памятника выдвинули украинские студенты в Кракове в 1892 г. Через 7 лет Научное общество имени Шевченко (НОШ) приобрело каменицу на Губернаторских Валах (ул. Винниченко, 28) и обратилось с просьбой в совет города Львова выделить возле каменицы место для установки монумента Кобзарю. Однако городские чиновники не дали разрешения. Советская власть, хотя и признавала Шевченко гением и борцом за социальные права, замалчивала его значение как духовного лидера украинской нации.
В конце 80-х годов XX в. начался новый сбор денег на памятник Кобзарю в Киеве: под давлением общественности правительство УССР 22 июня 1987 приняло постановление об установке памятника.
В 1988 году был объявлен областной конкурс на лучший проект, но не было определено ни одного проекта-победителя, как и в республиканском конкурсе в следующем году. Однако общественность требовала скорейшего установления памятника. Было принято решение об использовании проекта скульпторов Владимиром и Андреем Сухорскими и архитекторов Юрия Дыбы и Юрия Хромея. В создании «Волны Национального Возрождения» принимали участие не только отечественные мастера, но также специалисты из Канады.
Собранных средств не хватало, поэтому украинцы из диаспоры присоединились к проекту. Василий Иваницкий организовал сбор средств и изготовление фигуры поэта в Аргентине. Отлитую скульптуру доставили кораблем в Гамбург, а оттуда перевезли во Львов. Памятник освятили владыки Православной, Греко-Католической, Армянской и Римско-Католической церквей.
Торжественное открытие состоялось в первую годовщину независимости Украины 24 августа 1992 года, в годовщину принятия декларации независимости Украины. Ровно через четыре года был открыт 12-метровый бронзовый элемент памятника поэту.